# GRAVITY (SNAIL RAMPのアルバム)
GRAVITY（グラヴィティ）は、SNAIL RAMPの4枚目のアルバムである。2002年1月16日にリリースされた。

## 概要
- 前作から約2年ぶりとなるアルバム。2001年9月より本格的にレコーディングを開始し、制作された[1]。
- 4枚目のシングル「TOPLESS DRIVER」はアルバムに収録されなかった。

## 収録曲
全曲編曲:SNAIL RAMP
1. ALMIGHTY FIVE MONKEYS [3:41] 
 【作詞作曲:AKIO】
2. STEP ON GAS [2:22] 
 【作詞作曲:TAKEMURA】
3. One night survivor [3:22] 
 【作詞作曲:AKIO】
4. GOODLESS TRUTH featuring MINOR LEAGUE [2:00] 
 【作詞:AKIO,亨/作曲:AKIO】
5. Portable Radio [3:20] 
 【作詞作曲:AKIO】
6. Jelly-Boo [1:14] 
 【作曲:AKIO】
7. Good for nothing [3:43] 
 【作詞作曲:AKIO】
8. CHOCOSHAKE [1:46] 
 【作詞作曲:TAKEMURA】
9. TAKE IT BACK! [0:44] 
 【作詞作曲:TAKEMURA】
10. HOTARU NO HIKARI featuring AIR [3:40] 
 【作詞作曲:AKIO】
蛍の光のカバー。